# Laven
Laven er en stationsby i Midtjylland beliggende på en stejl skråning ned til nordsiden af den østlige ende af Julsø, mellem Silkeborg og Ry. Laven har 384 indbyggere  (2025) og hører til Linå Sogn. Den er beliggende i Silkeborg Kommune, dog hører de 11 ejendomme i landsbyens østlige del til Skanderborg Kommune. Laven hører til Region Midtjylland.

## Historie
Laven var oprindelig en landsby. I 1682 omfattede den 4 gårde og 2 huse med jord. Det samlede dyrkede areal udgjorde 102,0 tønder land skyldsat til 12,39 tønder hartkorn. Driftsformen var græsmarksbrug med tægter.
Laven blev en del af Skanderborg Rytterdistrikt. Landsbyen blev udskiftet i 1789.
Laven fik jernbaneforbindelse i 1871. Dette til trods skete der ikke nogen nævneværdig byudvikling. Omkring århundredeskiftet havde byen skole, mølle, købmandshandel, hotel, havneplads, dampbådsfart til Himmelbjerget og Silkeborg, jernbane- og telegrafstation samt postekspedition. Endnu i 1960 havde byen kun 271 indbyggere.

## Nuværende forhold
Børnehaven med 45 børn har til huse i Gl. Laven´s nedlagte skole. I et skovområde ca. en km i nærheden af Julsø ligger børnehavens bjælkehytte," Kryb i Ly". 

## Silkeborgsøerne
Hjejlebådene har en anløbsbro og der er trinbræt (tidligere station) på jernbanen mellem Silkeborg og Skanderborg. Der er udsigt mod Himmelbjerget og de fredede Alling Bakker. 

## Fredninger
Lige vest for Laven ligger det middelalderlige voldstedet halvøen Dynæs i Julsø. Dynæs var fra 1907-1914 bopæl for digteren Johan Skjoldborg, der afholdt en række meget besøgte folkemøder på stedet. På bakken ovenfor Dynæs ligger voldstedet Gammelkol; Begge voldsteder og områderne der omkring indgår som en del af et naturfredningsområde, der også omfatter Alling Bakker. Dynæs blev fredet i 1944, Gammelkol i 1965 og arealet nordvest for Laven i 1967 og 1972.

## Mindesmærke
Digteren Nis Petersen boede fra 1938 til sin død i 1943 i Laven. Over for det sted hvor han boede, er der rejst en buste af ham. Bag på stenen er indhugget teksten: 
"Det sker vel, at sangeren segner. Det hænder, han glemmer sin ed. Des klarere lyser mindet om den, der usvigelig red."